# Willian
Willian Borges da Silva (Ribeirão Pires, 9 de agosto de 1988) é um futebolista brasileiro que atua como meio-campista ou ponta-direita. Atualmente está sem clube.
Revelado pelo Corinthians em 2006, Willian foi contratado pelo Shakhtar Donetsk em agosto de 2007, por 14 milhões de euros. O jogador conquistou diversos troféus nos seis anos em que defendeu o clube, incluindo quatro títulos do Campeonato Ucraniano e a Copa da UEFA de 2008–09. Após deixar a equipe e ter uma rápida passagem pelo Anzhi, da Rússia, Willian foi contratado pelo Chelsea em agosto de 2013, por 30 milhões de libras.
Durante sua passagem pelos Blues, o jogador marcou época e foi um dos principais nomes do time. Willian conquistou títulos nacionais em cinco oportunidades e também detém o posto de brasileiro que mais vezes atuou na Premier League, superando a marca de 300 jogos. Além disso, tornou-se o primeiro brasileiro a vencer o Prêmio de Gol do Mês da Premier League, faturando a honraria em janeiro de 2018 e fevereiro de 2023.

## Carreira

### Corinthians

#### Início
Natural de Ribeirão Pires, São Paulo, Willian começou a sua jornada muito cedo, aos seis anos de idade, no clube de futsal da sua cidade, o Ribeirão Pires FC. Já no futebol de campo, o jogador chegou ao Corinthians através de uma avaliação com apenas dez anos de idade, em 1998.
Em 2005, com dezesseis anos, foi convocado para fazer parte da equipe que disputou a Copa São Paulo de Futebol Júnior e atuou em algumas partidas do torneio, conquistado pelo clube.

#### Profissional
Estreou naquele mesmo ano no time principal, na partida contra a Seleção do Brasileirão 2005, iniciando a partida como titular no dia 11 de dezembro de 2005.
A efetivação para o time profissional aconteceu somente em 2006, quando o time era treinado por Emerson Leão.
Porém, Willian ganhou destaque somente em 2007, onde recebeu o número 10. Poucas partidas após sua efetivação como titular, no dia 23 de agosto, foi vendido para o Shakhtar Donetsk, da Ucrânia, em uma das maiores negociações já realizada pelo Corinthians.

### Shakhtar Donetsk

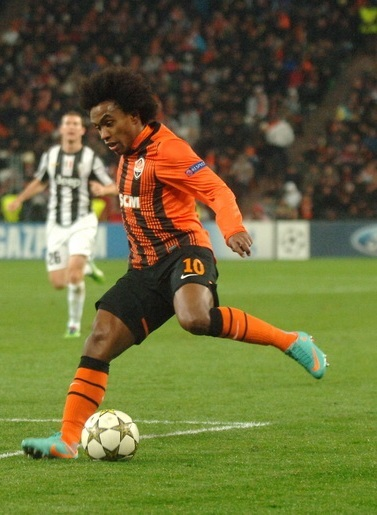
Willian pelo Shakhtar Donetsk em dezembro de 2012

No dia 23 de agosto de 2007, ele assinou um contrato de cinco anos com o clube ucraniano do Shakhtar Donetsk, por 20 milhões de dólares, até 30 de junho de 2012.
A estreia de Willian no clube ocorreu em uma vitória por 2–1 sobre o Chornomorets Odesa, em 15 de setembro. Willian entrou como um substituto aos 57 minutos, substituindo o brasileiro Jadson. Seu primeiro gol pelo clube foi em 31 de outubro, na vitória por 4–1 sobre o Arsenal Kiev na Copa da Ucrânia.
Para a temporada 2010–11, Willian passou a usar a camisa 10 do Shakhtar Donetsk. Ele terminou a temporada com sete gols em 39 jogos, incluindo 22 jogos e cinco gols na liga, ajudando o Shakhtar Donetsk a conquistar o título do Campeonato Ucraniano. Eles terminaram com 77 pontos, seis à frente do rival mais próximo, o Dínamo de Kiev.
Willian deixou o Shakhtar em 2012, após ser contratado pelo Anzhi, da Rússia, por 35 milhões de euros (cerca de R$ 93,5 milhões). Willian marcou 74 gols em 221 partidas, além de conquistar por quatro vezes o Campeonato Ucraniano, três vezes a Copa da Ucrânia e a Supercopa da Ucrânia, além do primeiro título continental do Shakhtar Donetsk, Copa da UEFA de 2008–09.

### Anzhi
No dia 31 de janeiro de 2013, seu então treinador Mircea Lucescu confirmou o acerto entre Willian e Anzhi Makhachkala pelo valor de 35 milhões de euros (cerca de 93,5 milhões de reais), valor da multa rescisória do jogador. Ele originalmente escolheu usar o número 10, no entanto, devido a restrições da UEFA que afirma a jogador deve usar um número utilizado na Liga dos Campeões da UEFA para o restante da temporada, ele foi forçado a usar o número 88 que ele tinha escolhido no Shakhtar Donetsk. Depois de se mudar para a Rússia, Willian disse que estava feliz por se juntar ao Anzhi e desejou sorte e sucesso ao futuro do Shakhtar Donetsk. Em sua estreia contra o Newcastle, em um jogo da Liga Europa, saiu de campo contundido. Em agosto de 2013, após a reestruturação a nível das empresas, o Anzhi escolheu redefinir todo o seu plantel, incluindo o recém contratado Willian.

### Chelsea
No dia 25 de agosto de 2013, o Chelsea anunciou oficialmente que chegou a um acordo para assinar com o brasileiro por uma taxa de 30 milhões de libras, sujeito a uma audiência de permissão de trabalho em 28 de agosto. O acordo foi oficializado em 28 de agosto e Willian assinou um contrato de cinco anos, recebendo a camisa número 22. Willian estreou no dia 18 de setembro contra o Basel, na Liga dos Campeões da UEFA, em uma derrota em casa por 2–1. Depois de participar de vitórias contra Swindon Town e Steaua București na Copa da Liga e na Liga dos Campeões da UEFA, respectivamente, ele estreou na Premier League no dia 6 de outubro, fora de casa, contra o Norwich City, e marcou na vitória por 3–1.

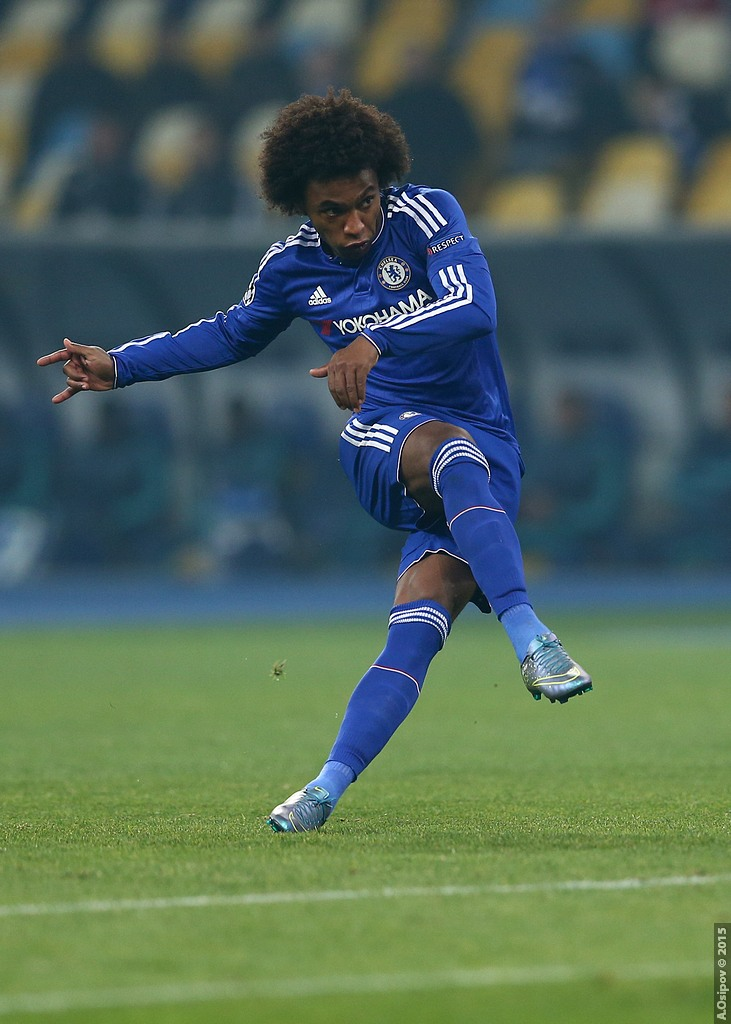
Willian atuando pelo Chelsea em 2015

Willian foi muito bem utilizado pelo clube inglês durante a temporada 2013–14, ajudando o clube londrino a ser semifinalistas da Liga dos Campeões 2013–14 e a fazer uma grande campanha na Premier League, onde terminou em terceiro colocado. Foi apresentado pelo clube três dias depois e passou a utilizar o uniforme de número 22. Willian continuou sendo muito utilizado durante as partidas da temporada 2014–15, onde ajudou a equipe azul de Londres a conquistar os títulos da Premier League e da Copa da Liga Inglesa.
Na temporada 2015–16, Willian teve uma queda de rendimento assim como todo o elenco do Chelsea, que realizou uma temporada fraca em comparação às anteriores. Em 2016–17 ele voltou a ter atuações de destaque e foi peça fundamental na campanha de seu segundo título inglês pelos Blues.
Na temporada 2019–20, com a saída de Eden Hazard para o Real Madrid, Willian herdou a camisa 10. No dia 2 de outubro de 2019, marcou em seu jogo de número 300 e ajudou o Chelsea a vencer o Lille pela Liga dos Campeões. O brasileiro fez o segundo gol na partida e chegou a 18 marcados pela Champions, empatando com Ronaldinho Gaúcho e Juninho Pernambucano na artilharia dos brasileiros na história do torneio. No dia 9 de agosto de 2020, após sete anos, Willian confirmou sua saída do Chelsea, e fez uma carta de despedida aos fãs e aos torcedores dos Blues.
Willian detém dois recordes o primeiro ser o brasileiro com mais jogos pelo Chelsea com 339 partidas e número de gols que foram 63.

### Arsenal
O primeiro indício da saída para os Gunners foi por uma capa do trailer do jogo PES 2021, onde mesmo antes do anúncio oficial por ambos os times. No dia 14 de agosto de 2020, ele foi oficialmente anunciado como novo jogador do Arsenal, assinando até 2023. Em sua estreia pelo Arsenal, pela Premier League, foi o autor da duas assistências na vitória por 3–0 contra o Fulham, no Craven Cottage. Marcou seu primeiro gol com a camisa do Arsenal no dia 9 de maio de 2021, em uma vitória por 3–1 contra West Bromwich, pela Premier League. No dia 30 de agosto de 2021, rescindiu seu contrato com o Arsenal.

### Retorno ao Corinthians
Em 30 de agosto de 2021, acertou oficialmente seu retorno ao Corinthians e assinou até 2023. O meia recebeu a camisa 10 e afirmou estar muito orgulhoso. Fez a sua reestreia pelo clube paulista no dia 19 de setembro, em um empate por 1–1 contra o América Mineiro, na Neo Química Arena, pelo Campeonato Brasileiro.
Marcou seu primeiro gol após o retorno no dia 16 de fevereiro de 2022, durante uma vitória por 3–0 contra o São Bernardo, na Neo Química Arena, em partida válida pelo Campeonato Paulista. Em 10 de agosto de 2022, após escolha da família, acertou sua rescisão com o clube paulista.

### Fulham
Em 1 de setembro de 2022, foi anunciado pelo Fulham com um contrato de uma temporada. Willlian fez sua estreia com camisa do Fulham, clube de Londres, dia 3 de setembro de 2022, contra o Tottenham, na derrota de sua nova equipa, por 2–1 em jogo válido pela Premier League. Willian marcou o seu primeiro gol pelo Fulham no dia 23 de outubro de 2022, em uma vitória de 3–2 sobre o Leeds United, em Leeds, pela 13ª rodada do Campeonato Inglês.
Willian encerrou sua primeira temporada pelo Fulham, com cinco gols, duas assistências em 27 partidas, ajudando ao Fulham a fazer sua melhor campanha na elite desde 2012, terminando na 10ª colocação.
Em fevereiro de 2023, o jogador venceu seu segundo prêmio de Gol do Mês da Premier League. Assim, o atleta foi o primeiro brasileiro a vencê-lo, bem como o segundo. Na época, ele ficou atrás apenas de Bruno Fernandes e Andros Towsend que lideravam a lista de vencedores com 3 prêmios cada.
Encerrou sua passagem pelo Fulham, onde ficou por duas temporadas, marcando 10 gols em 67 partidas.

### Olympiacos
O Olympiacos, da Grécia, anunciou oficialmente, no dia 2 de setembro de 2024, a contratação de Willian.

## Seleção Nacional

### Sub-20
Willian estreou pela Seleção Brasileira Sub-20 no Campeonato Sul-Americano de 2007 contra o Chile, no dia 7 de janeiro de 2007, em que o Brasil venceu. No mesmo ano, ele também foi convocado para a Copa do Mundo FIFA Sub-20, torneio no qual a Seleção Brasileira foi eliminada nas quartas-de-final pela Espanha.

### Principal

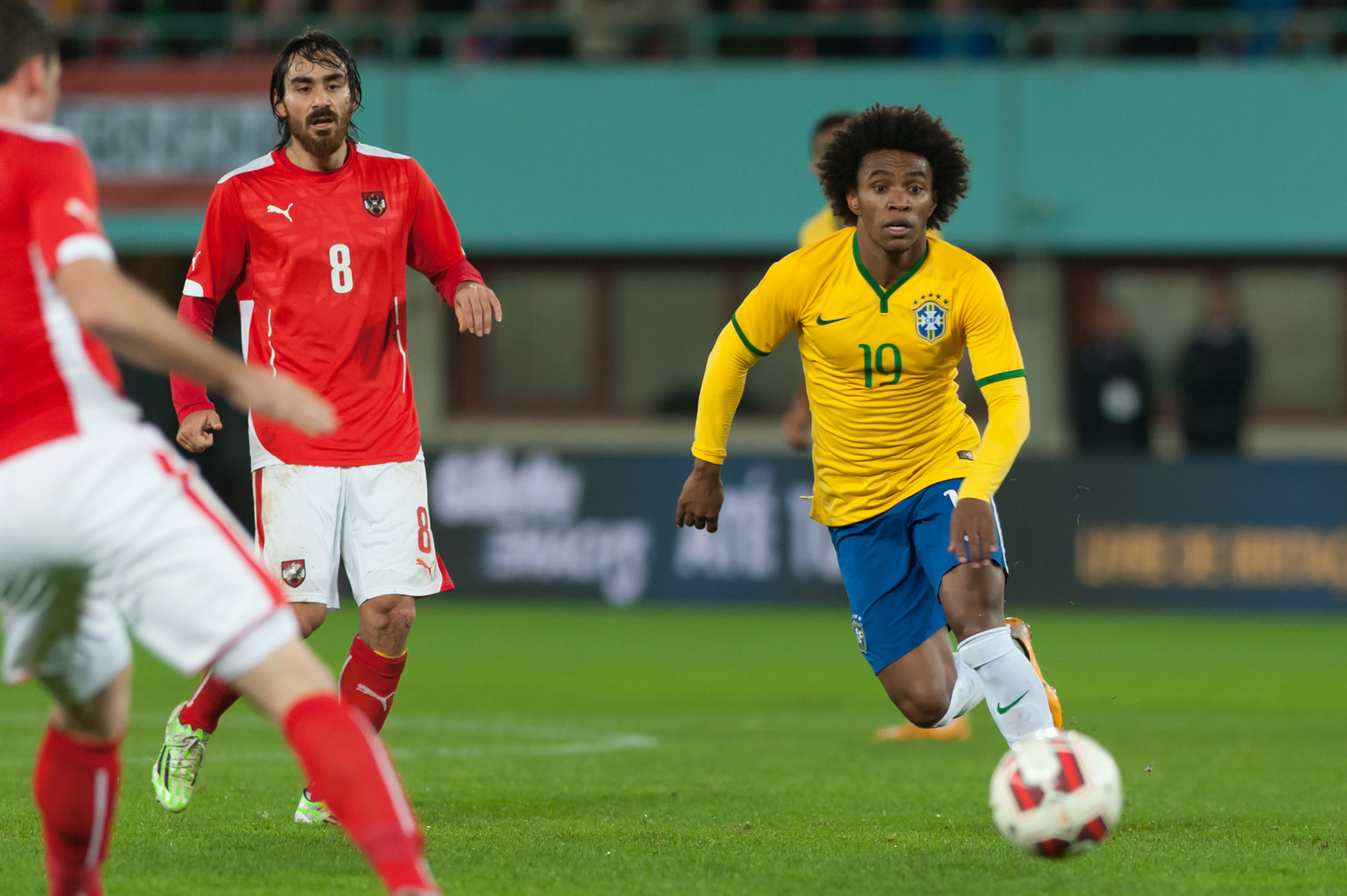
Willian disputando um amistoso pelo Brasil em 2014

Willian estreou pela Seleção Brasileira principal no dia 10 de novembro de 2011, em um amistoso contra o Gabão. Pouco mais de dois anos depois, num amistoso contra Honduras, no dia 16 de novembro de 2013, o meia marcou pela primeira vez com a camisa amarelinha. Posteriormente, no dia 7 de maio de 2014, foi convocado para a Copa do Mundo de 2014. Nas oitavas de final, diante do Chile, não converteu sua cobrança na disputa de pênaltis.
Na Copa América de 2015, Willian ajudou no gol decisivo de Roberto Firmino na vitória por 2–1 sobre a Venezuela, em Santiago. O resultado levou o Brasil às quartas de final como vencedor do grupo.
Convocado por Dunga, o jogador integrou o elenco que disputou a Copa América Centenário em 2016.
No dia 5 de setembro de 2017, após receber lançamento de Neymar, Willian marcou contra a Colômbia um dos seus gols mais bonitos com a camisa da Seleção Brasileira.
Em 14 de maio de 2018, ele foi um dos 23 jogadores convocados pelo técnico Tite para a Copa do Mundo FIFA de 2018.
Em 7 de junho de 2019, ele recebeu uma chamada tardia para a Copa América para substituir o machucado Neymar. Willian marcou na vitória por 5–0 sobre o Peru, mas se machucou na semifinal contra a Argentina. O meia ficou de fora da final contra o Peru, em que o Brasil venceu por 3–1 e sagrou-se campeão.

## Outras atividades
No começo de maio de 2020, Willian anunciou através das suas redes sociais o iminente lançamento de Willian The Game, um videojogo desenvolvido pra dispositivos móveis, onde ele é o protagonista. Neste jogo, que combina charadas com futebol, o jogador deve controlar o Willian e resolver situações de gol com sucesso  para poder avançar nos níveis, percorrendo toda a carreira do Willian durante o processo. O videojogo foi lançado no dia 17 de maio para iOS e Android.

## Documentário
No fim de dezembro de 2018, Willian ganhou o seu documentário no YouTube, ao longo dos vídeos os episódios contam toda a trajetória do jogador, dentro e fora dos gramados, desde o início da carreira aos detalhes da sua vida pessoal.

## Estatísticas

### Clubes
Abaixo estão listados todos os jogos, gols e assistências do futebolista por clubes
| Clube             | Temporada         | Campeonato nacional | Campeonato nacional | Campeonato nacional | Copa nacional[a] | Copa nacional[a] | Copa nacional[a] | Competições continentais[b] | Competições continentais[b] | Competições continentais[b] | Outros torneios[c] | Outros torneios[c] | Outros torneios[c] | Total | Total | Total   |
| Clube             | Temporada         | Jogos               | Gols                | Assist.             | Jogos            | Gols             | Assist.          | Jogos                       | Gols                        | Assist.                     | Jogos              | Gols               | Assist.            | Jogos | Gols  | Assist. |
| ----------------- | ----------------- | ------------------- | ------------------- | ------------------- | ---------------- | ---------------- | ---------------- | --------------------------- | --------------------------- | --------------------------- | ------------------ | ------------------ | ------------------ | ----- | ----- | ------- |
| Corinthians       | 2006              | 5                   | 0                   | 0                   | —                | —                | —                | —                           | —                           | —                           | 2                  | 0                  | 0                  | 7     | 0     | 0       |
| Corinthians       | 2007              | 15                  | 2                   | 2                   | 4                | 0                | 0                | —                           | —                           | —                           | 15                 | 0                  | 7                  | 34    | 2     | 9       |
| Corinthians       | 2021              | 9                   | 0                   | 2                   | —                | —                | —                | —                           | —                           | —                           | —                  | —                  | —                  | 9     | 0     | 2       |
| Corinthians       | 2022              | 14                  | 0                   | 2                   | 2                | 0                | 0                | 8                           | 0                           | 0                           | 12                 | 1                  | 1                  | 36    | 1     | 4       |
| Corinthians       | Total             | 43                  | 2                   | 6                   | 6                | 0                | 0                | 8                           | 0                           | 0                           | 29                 | 1                  | 8                  | 86    | 3     | 14      |
| Shakthar Donetsk  | 2007–08           | 20                  | 0                   | 2                   | 6                | 1                | 1                | 2                           | 0                           | 0                           | —                  | —                  | —                  | 28    | 1     | 3       |
| Shakthar Donetsk  | 2008–09           | 29                  | 5                   | 5                   | 5                | 1                | 2                | 17                          | 2                           | 5                           | 1                  | 0                  | 0                  | 52    | 8     | 12      |
| Shakthar Donetsk  | 2009–10           | 22                  | 5                   | 5                   | 5                | 1                | 0                | 11                          | 1                           | 2                           | 1                  | 0                  | 0                  | 39    | 7     | 7       |
| Shakthar Donetsk  | 2010–11           | 28                  | 3                   | 10                  | 4                | 2                | 0                | 10                          | 2                           | 2                           | 1                  | 1                  | 0                  | 43    | 8     | 12      |
| Shakthar Donetsk  | 2011–12           | 27                  | 5                   | 16                  | 3                | 0                | 0                | 6                           | 1                           | 1                           | 1                  | 0                  | 0                  | 37    | 6     | 17      |
| Shakthar Donetsk  | 2012–13           | 14                  | 2                   | 6                   | 2                | 1                | 3                | 6                           | 4                           | 2                           | —                  | —                  | —                  | 22    | 7     | 11      |
| Shakthar Donetsk  | Total             | 140                 | 20                  | 44                  | 25               | 6                | 6                | 52                          | 10                          | 12                          | 4                  | 1                  | 0                  | 221   | 37    | 62      |
| Anzhi             | 2012–13           | 7                   | 1                   | 6                   | 3                | 0                | 0                | 3                           | 0                           | 0                           | —                  | —                  | —                  | 13    | 1     | 6       |
| Anzhi             | 2013–14           | 4                   | 0                   | 0                   | —                | —                | —                | —                           | —                           | —                           | —                  | —                  | —                  | 4     | 0     | 0       |
| Anzhi             | Total             | 11                  | 1                   | 6                   | 3                | 0                | 0                | 3                           | 0                           | 0                           | —                  | —                  | —                  | 17    | 1     | 6       |
| Chelsea           | 2013–14           | 25                  | 4                   | 3                   | 6                | 0                | 2                | 11                          | 0                           | 2                           | —                  | —                  | —                  | 42    | 4     | 7       |
| Chelsea           | 2014–15           | 36                  | 2                   | 3                   | 6                | 1                | 1                | 7                           | 1                           | 1                           | —                  | —                  | —                  | 49    | 4     | 5       |
| Chelsea           | 2015–16           | 35                  | 5                   | 9                   | 5                | 1                | 0                | 8                           | 5                           | 1                           | 1                  | 0                  | 0                  | 49    | 11    | 10      |
| Chelsea           | 2016–17           | 34                  | 8                   | 2                   | 7                | 4                | 3                | —                           | —                           | —                           | —                  | —                  | —                  | 41    | 12    | 5       |
| Chelsea           | 2017–18           | 36                  | 6                   | 8                   | 10               | 4                | 1                | 8                           | 3                           | 3                           | 1                  | 0                  | 0                  | 55    | 13    | 12      |
| Chelsea           | 2018–19           | 32                  | 3                   | 7                   | 8                | 2                | 0                | 15                          | 3                           | 7                           | 1                  | 0                  | 0                  | 56    | 8     | 14      |
| Chelsea           | 2019–20           | 36                  | 9                   | 7                   | 4                | 1                | 1                | 7                           | 1                           | 1                           | —                  | —                  | —                  | 47    | 11    | 9       |
| Chelsea           | Total             | 234                 | 37                  | 39                  | 46               | 13               | 8                | 56                          | 13                          | 15                          | 3                  | 0                  | 0                  | 339   | 63    | 62      |
| Arsenal           | 2020–21           | 25                  | 1                   | 5                   | 3                | 0                | 0                | 9                           | 0                           | 2                           | —                  | —                  | —                  | 37    | 1     | 7       |
| Arsenal           | Total             | 25                  | 1                   | 5                   | 3                | 0                | 0                | 9                           | 0                           | 2                           | —                  | —                  | —                  | 37    | 1     | 7       |
| Fulham            | 2022–23           | 9                   | 1                   | 1                   | —                | —                | —                | —                           | —                           | —                           | —                  | —                  | —                  | 9     | 1     | 1       |
| Fulham            | Total             | 9                   | 1                   | 1                   | —                | —                | —                | —                           | —                           | —                           | —                  | —                  | —                  | 9     | 1     | 1       |
| Total na carreira | Total na carreira | 462                 | 62                  | 101                 | 83               | 19               | 14               | 128                         | 23                          | 29                          | 36                 | 2                  | 8                  | 709   | 106   | 152     |

- a. ^ Jogos da Copa do Brasil, Copa da Ucrânia, Copa ELF, Copa da Inglaterra e Copa da Liga Inglesa
- b. ^ Jogos da Copa Libertadores, Liga dos Campeões da UEFA  e Liga Europa
- c. ^ Jogos do Campeonato Paulista,  Supercopa da Ucrânia, Supercopa da UEFA e Supercopa da Inglaterra

### Seleção Brasileira
Abaixo estão listados todos os jogos, gols e assistências do futebolista pela Seleção Brasileira, desde as categorias de base.
Seleção Sub–20
| Ano               | Campeonato Sul–Americano | Campeonato Sul–Americano | Campeonato Sul–Americano |
| Ano               | Jogos                    | Gols                     | Assist.                  |
| ----------------- | ------------------------ | ------------------------ | ------------------------ |
| 2007              | 3                        | 0                        | 0                        |
| Total na carreira | 3                        | 0                        | 0                        |

Seleção Principal
| Ano               | Copa do Mundo | Copa do Mundo | Copa do Mundo | Copa América | Copa América | Copa América | Qualificação Mundial | Qualificação Mundial | Qualificação Mundial | Amistosos | Amistosos | Amistosos | Total | Total | Total   |
| Ano               | Jogos         | Gols          | Assist.       | Jogos        | Gols         | Assist.      | Jogos                | Gols                 | Assist.              | Jogos     | Gols      | Assist.   | Jogos | Gols  | Assist. |
| ----------------- | ------------- | ------------- | ------------- | ------------ | ------------ | ------------ | -------------------- | -------------------- | -------------------- | --------- | --------- | --------- | ----- | ----- | ------- |
| 2011              | —             | —             | —             | —            | —            | —            | —                    | —                    | —                    | 2         | 0         | 0         | 2     | 0     | 0       |
| 2013              | —             | —             | —             | —            | —            | —            | —                    | —                    | —                    | 2         | 1         | 0         | 2     | 1     | 0       |
| 2014              | 5             | 0             | 0             | —            | —            | —            | —                    | —                    | —                    | 9         | 3         | 1         | 14    | 3     | 1       |
| 2015              | —             | —             | —             | 4            | 0            | 1            | 4                    | 2                    | 1                    | 6         | 0         | 2         | 14    | 2     | 4       |
| 2016              | —             | —             | —             | 3            | 0            | 0            | 7                    | 1                    | 2                    | 1         | 0         | 0         | 11    | 1     | 2       |
| 2017              | —             | —             | —             | —            | —            | —            | 6                    | 1                    | 2                    | 4         | 0         | 1         | 10    | 1     | 3       |
| 2018              | 5             | 0             | 1             | —            | —            | —            | —                    | —                    | —                    | 7         | 0         | 4         | 12    | 0     | 5       |
| 2019              | —             | —             | —             | 4            | 1            | 0            | —                    | —                    | —                    | 1         | 0         | 0         | 5     | 1     | 0       |
| Total na carreira | 10            | 0             | 1             | 11           | 1            | 1            | 17                   | 4                    | 5                    | 32        | 4         | 8         | 70    | 9     | 15      |

## Títulos
Corinthians
- Copa São Paulo de Futebol Júnior: 2005

Shakhtar Donetsk
- Campeonato Ucraniano: 2007–08, 2009–10, 2010–11 e 2011–12
- Copa da Ucrânia: 2007–08, 2010–11 e 2011–12
- Supercopa da Ucrânia: 2008, 2010 e 2012
- Copa da UEFA: 2008–09

Chelsea
- Premier League: 2014–15 e 2016–17
- Copa da Inglaterra: 2017–18
- Copa da Liga Inglesa: 2014–15
- Liga Europa da UEFA: 2018–19

Seleção Brasileira
- Copa Sendai: 2006
- Campeonato Sul-Americano Sub-20: 2007
- Superclássico das Américas: 2014
- Copa América: 2019

### Prêmios individuais
- Melhor Jogador da Premier-Liha de 2010–11
- Equipe do Ano da fase de grupos da Liga dos Campeões da UEFA: 2015–16
- Jogador do Ano do Chelsea: 2015–16[64]
- Gol do Mês da Premier League: janeiro de 2018[3] e fevereiro de 2023[43]